# 48628 Janetfender
48628 Janetfender este un asteroid din centura principală de asteroizi.

## Descriere
48628 Janetfender este un asteroid din centura principală de asteroizi. A fost descoperit pe 7 septembrie 1995 la observatorul AMOS din Haleakala. Asteroidul prezintă o orbită caracterizată de o semiaxă mare de 2,28 ua, o excentricitate de 0,11 și o înclinație de 8,0° în raport cu ecliptica.